# Área de conservación Central
El Área de Conservación Central (ACC) es un área que abarca la mayoría del Valle Central en Costa Rica. Abarca un territorio de alrededor de 642 000 hectáreas, que comprende 12,5% del país. Posee un terreno irregular que va desde 3432 m s. n. m. (Parque nacional Volcán Irazú) hasta los 36 m s. n. m. (Puerto Viejo de Sarapiquí).  
Esta Área de conservación contiene el 54% de la población costarricense y contiene la capital del país (San José), por lo tanto es el área que más impacto recibe del desarrollo urbanístico, de empresas y del desarrollo humano en general. 
Como un reconocimiento a la gran diversidad que cubre esta área, la UNESCO designó al Área de Conservación Cordillera Volcánica Central como "Reserva de la Biosfera" en enero de 1988.
Esta área llevaba previamente el nombre de Área de Conservación Cordillera Volcánica Central (ACCVC).

## Áreas protegidas
- Monumento nacional Guayabo
- Parque nacional Braulio Carrillo
- Parque nacional Volcán Turrialba
- Parque nacional Volcán Irazú
- Parque nacional Volcán Poás
- Parque nacional Juan Castro Blanco
- Reserva biológica Manuel Alberto Brenes
- Refugio de Vida Silvestre Bosque Alegre
- Refugio de Vida Silvestre la Marta
- Refugio de Vida Silvestre Jaguarundi
- Reserva Forestal Cordillera Volcánica Central
- Reserva Forestal Grecia
- Zona Protectora Cerros de la Carpintera
- Zona Protectora Río Tiribí
- Zona Protectora Cerro Atenas
- Zona Protectora Río Grande
- Zona Protectora Río Toro
- Zona Protectora Río Tuis
- Zona Protectora La Selva